# Dacca
|  | «Dhaka» redirigeix aquí. Vegeu-ne altres significats a «Dhaka (desambiguació)». |

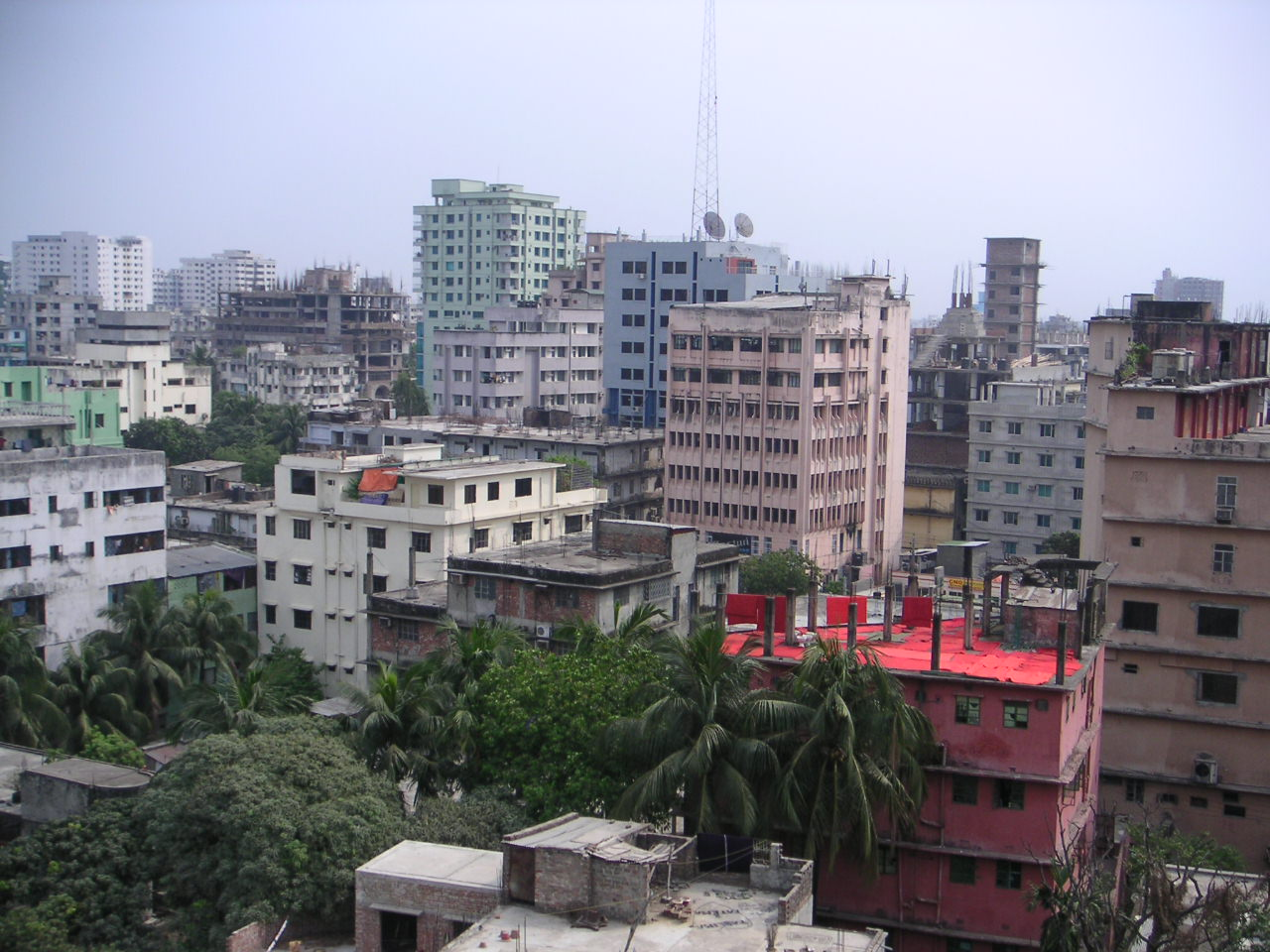
Vista de la ciutat

Dhaka, o Dacca (ঢাকা), és una ciutat (municipi des de 1867) i capital de Bangladesh. Té una població (2007) de 7.000.940 habitants, i a la seva àrea metropolitana s'estima que viuen uns 12 milions d'habitants aproximadament, el que la fan la major aglomeració del país i la dinovena del món. La ciutat està situada en un canal del riu Dhaleswari, al centre de la major regió productora de jute del món. És el centre industrial, comercial i administratiu de Bangladesh, amb un actiu comerç de jute, arròs, sucre i te. Posseeix una destacada indústria tèxtil i l'artesania també hi té un paper econòmic de primer ordre.
Va ser fundada cap a l'any 1000 amb el nom de Jahangir Nagar. Al segle xvii esdevingué un gran centre artesanal, i al segle xviii assolí la màxima esplendor en fer-se famosa pels brodats en or i per les sedes i mussolines. Al segle xix, però, la fabricació d'aquests productes no pogué competir amb la creixent producció industrial, la qual cosa en feu minvar la població.
Va ser administrada pel Regne Unit el 1765, i el 1947 es va convertir en la capital del Pakistan Oriental després de la independència i partició de l'Índia. El 1971, la ciutat va passar a ser la capital de Bangladesh en separar-se del Pakistan.

## Geografia física

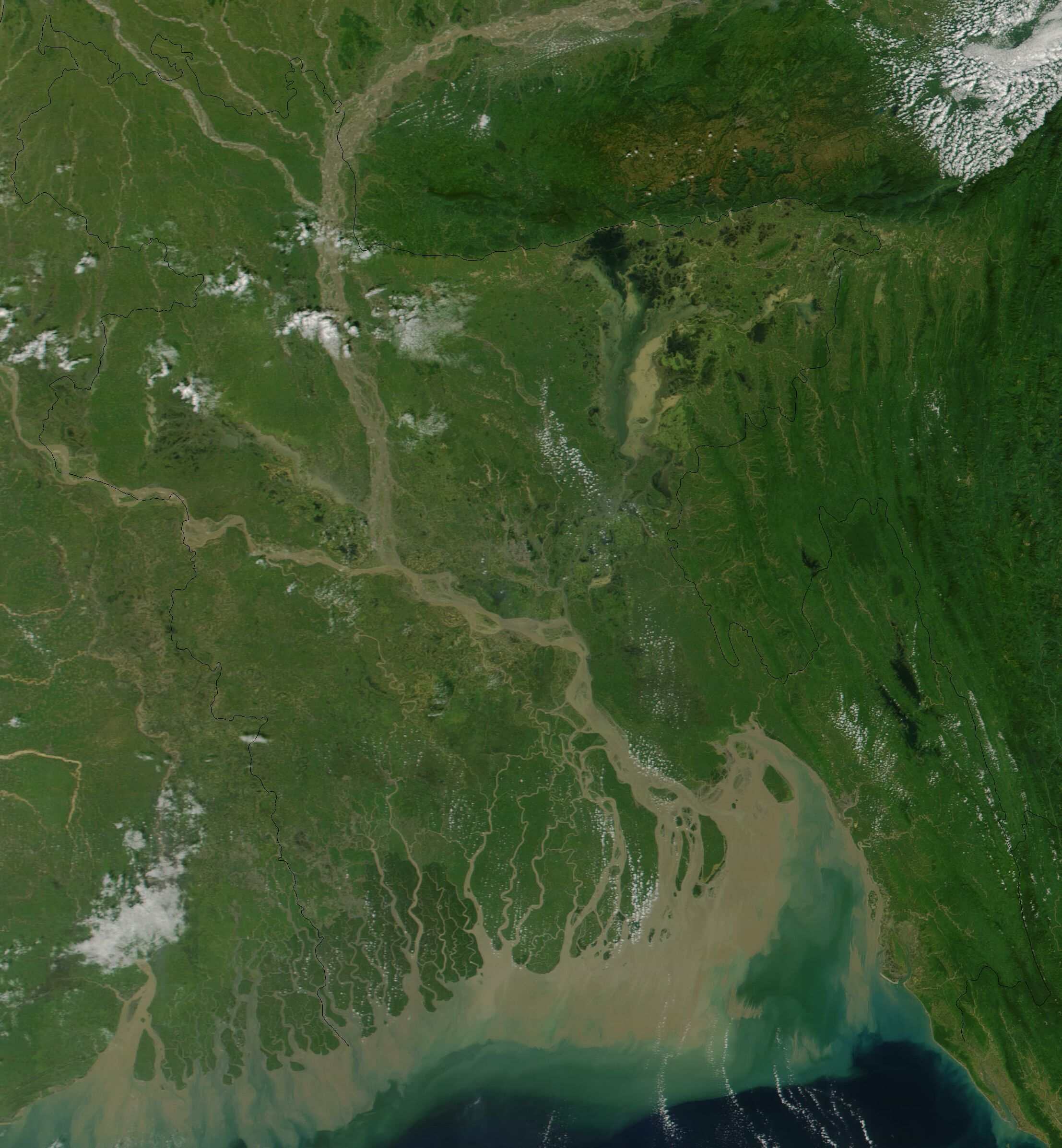
Imatge de Bangladesh captada per un satèl·lit de la NASA.

Dhaka és una ciutat situada al centre del Bangladesh, concretament a les coordenades 23° 42′ 0″ N, 90° 22′ 30″ E / 23.70000°N,90.37500°E, a la riba est del riu Buriganga. La ciutat es troba prop del delta del Ganges i comprèn una àrea total de 815.85 km².
Aquesta zona asiàtica està caracteritzada per una vegetació tropical i un sòl humit, ja que es troba a nivell del mar. Aquest fet fa que Dhaka sigui susceptible a patir inundacions, durant les èpoques monsòniques, així com en períodes de fortes pluges i ciclons.

### Clima
La ciutat experimenta un clima calorós, plujós i humit. Dhaka té una temperatura mitjana de 25 °C, que varia de 18 °C al genera a 29 °C a l'agost. Prop del 80% de les pluges, amb una mitjana de 1.854 mm, es produeixen entre els mesos de maig i de setembre.
| Dades climàtiques a Dhaka                                                                         | Dades climàtiques a Dhaka | Dades climàtiques a Dhaka | Dades climàtiques a Dhaka | Dades climàtiques a Dhaka | Dades climàtiques a Dhaka | Dades climàtiques a Dhaka | Dades climàtiques a Dhaka | Dades climàtiques a Dhaka | Dades climàtiques a Dhaka | Dades climàtiques a Dhaka | Dades climàtiques a Dhaka | Dades climàtiques a Dhaka | Dades climàtiques a Dhaka |
| Mes                                                                                               | gen                       | febr                      | març                      | abr                       | maig                      | juny                      | jul                       | ag                        | set                       | oct                       | nov                       | des                       | anual                     |
| ------------------------------------------------------------------------------------------------- | ------------------------- | ------------------------- | ------------------------- | ------------------------- | ------------------------- | ------------------------- | ------------------------- | ------------------------- | ------------------------- | ------------------------- | ------------------------- | ------------------------- | ------------------------- |
| Màxima rècord °C (°F)                                                                             | 32.0 (89.6)               | 34.4 (93.9)               | 40.9 (105.6)              | 42.2 (108)                | 41.8 (107.2)              | 40.4 (104.7)              | 39.3 (102.7)              | 38.5 (101.3)              | 37.8 (100)                | 36.2 (97.2)               | 34.7 (94.5)               | 31.2 (88.2)               | 42.2 (108)                |
| Màxima mitjana °C (°F)                                                                            | 25.4 (77.7)               | 28.1 (82.6)               | 32.5 (90.5)               | 33.7 (92.7)               | 32.9 (91.2)               | 32.1 (89.8)               | 31.4 (88.5)               | 31.6 (88.9)               | 31.6 (88.9)               | 31.6 (88.9)               | 29.6 (85.3)               | 26.4 (79.5)               | 30.6 (87.1)               |
| Mitjana diària °C (°F)                                                                            | 19.1 (66.4)               | 21.8 (71.2)               | 26.5 (79.7)               | 28.7 (83.7)               | 28.7 (83.7)               | 29.1 (84.4)               | 28.8 (83.8)               | 29.0 (84.2)               | 28.8 (83.8)               | 27.7 (81.9)               | 24.4 (75.9)               | 20.3 (68.5)               | 26.1 (79)                 |
| Mínima mitjana °C (°F)                                                                            | 12.7 (54.9)               | 15.5 (59.9)               | 20.4 (68.7)               | 23.6 (74.5)               | 24.5 (76.1)               | 26.1 (79)                 | 26.2 (79.2)               | 26.3 (79.3)               | 25.9 (78.6)               | 23.8 (74.8)               | 19.2 (66.6)               | 14.1 (57.4)               | 21.5 (70.7)               |
| Mínima rècord °C (°F)                                                                             | 1.1 (34)                  | 0.0 (32)                  | 7.4 (45.3)                | 12.6 (54.7)               | 12.1 (53.8)               | 19.2 (66.6)               | 17.0 (62.6)               | 17.5 (63.5)               | 15.5 (59.9)               | 10.1 (50.2)               | 8.3 (46.9)                | 4.0 (39.2)                | 0.0 (32)                  |
| Precipitació mitjana mm (polzades)                                                                | 7.7 (0.303)               | 28.9 (1.138)              | 65.8 (2.591)              | 156.3 (6.154)             | 339.4 (13.362)            | 340.4 (13.402)            | 373.1 (14.689)            | 316.5 (12.461)            | 300.4 (11.827)            | 172.3 (6.783)             | 34.4 (1.354)              | 12.8 (0.504)              | 2.148 (84,567)            |
| Mitjana de dies de precipitació (≥ 0.1 mm)                                                        | 1                         | 1                         | 3                         | 6                         | 11                        | 16                        | 12                        | 16                        | 12                        | 7                         | 1                         | 0                         | 86                        |
| Humitat relativa mitjana (%)                                                                      | 46                        | 37                        | 38                        | 42                        | 59                        | 72                        | 72                        | 74                        | 71                        | 65                        | 53                        | 50                        | 57                        |
| Mitjana mensual d'hores de sol                                                                    | 279                       | 226                       | 217                       | 180                       | 155                       | 90                        | 62                        | 62                        | 90                        | 186                       | 240                       | 279                       | 2.066                     |
| Font #1: Weatherbase (normals, 30 yr period)                                                      |                           |                           |                           |                           |                           |                           |                           |                           |                           |                           |                           |                           |                           |
| Font #2: Sistema de Clasificación Bioclimática Mundial (extremes), BBC Weather (humidity and sun) |                           |                           |                           |                           |                           |                           |                           |                           |                           |                           |                           |                           |                           |

### Medi ambient

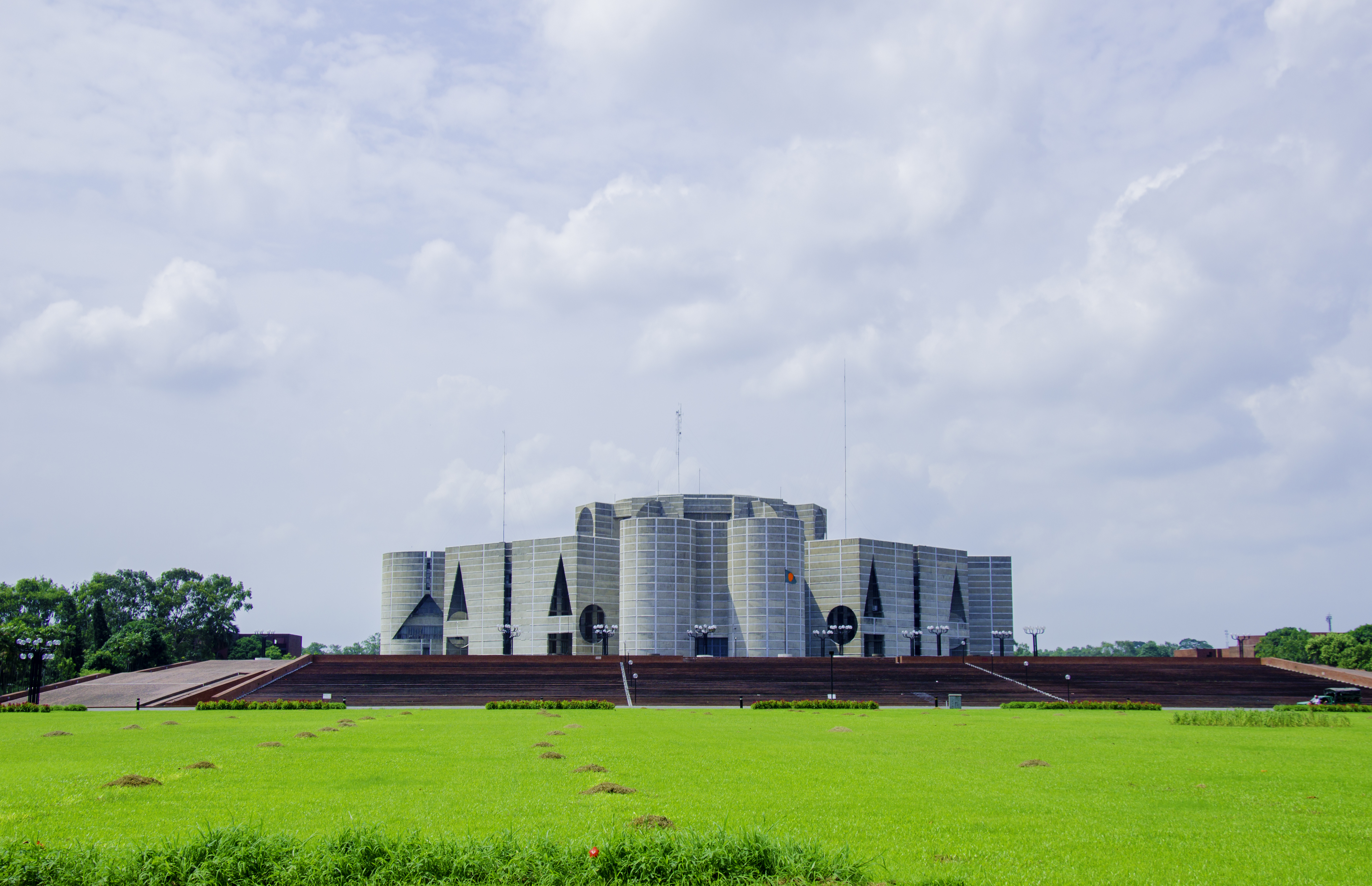
National Assembly of Bangladesh, Dhaka

El medi ambient de Dhaka es troba seriosament amenaçat per la pol·lució causada per la ràpida expansió de la ciutat, per la congestió i per les activitats industrials. La contaminació de l'aire i de l'aigua va en augment a causa dels freqüents embussos i residus industrials, i aquest s'està convertint en un greu problema que afecta a la salut pública i a la qualitat de vida de la gent de la ciutat.
Els aqüífers i les zones humides dels voltants de Dhaka s'enfronten a una extinció deguda a diverses causes, com la pol·lució i l'erosió dels hàbitats naturals, principals problemes que afecten a la biodiversitat de la regió.

## Política i govern

### Divisió administrativa
El municipi de Dhaka va ser fundat l'1 d'agost de 1864, i actualitzat a l'estat de "corporació municipal" el 1978. El Dhaka City Corporation és una corporació amb autogovern, que dirigeix els assumptes de la ciutat. L'àrea incorporada es divideix en diversos barris, que han elegit els comissionats. L'alcalde de la ciutat és escollit per mitjà del vot popular cada cinc anys, i el lloc està actualment en mans de Sadeque Hossain Joka.

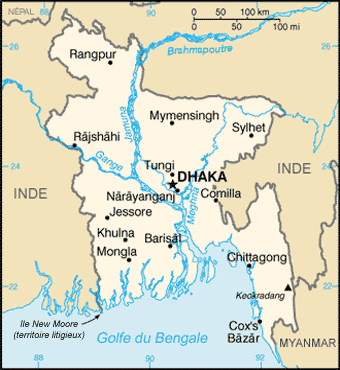
Localització dins de Bangladesh

Dhaka té set principals Thanas i catorze Thanas auxiliars sota la seva jurisdicció.
| Thana          | Superfície (en km²) | Població (Cens de 1991) | Densitat (hab/km²) |
| Badda          | 16,78               | 157.924                 | 9.411              |
| Cantonment     | 29,9                | 190.472                 | 6.362              |
| Demra          | 47,3                | 521.160                 | 11.007             |
| Dhanmondi      | 9,74                | 201.529                 | 20.691             |
| Gulshan        | 53.59               | 281.337                 | 5.250              |
| Hazaribagh     | 3,58                | 52.338                  | 35.247             |
| Kafrul         | 17,8                | 164.396                 | 9.236              |
| Kamrangir Char | 2,67                | 25.827                  | 8.999              |
| Khilgaon       | 14,0                | 59.248                  | 9.861              |
| Kotwali        | 2,07                | 210.504                 | 101.693            |
| Lalbagh        | 9,14                | 401.387                 | 43.915             |
| Mirpur         | 58,66               | 641.630                 | 10.938             |
| Mohammadpur    | 11,65               | 316.203                 | 27.142             |
| Motijheel      | 4,69                | 223.676                 | 47.692             |
| Pallabi        | 17,0                | 364.000                 | 21.412             |
| Ramna          | 7,85                | 195.167                 | 24.862             |
| Sabujbagh      | 18,2                | 354.989                 | 19.526             |
| Shyampur       | 2,32                | 60.152                  | 25.927             |
| Sutrapur       | 4,38                | 307.483                 | 70.202             |
| Tejgaon        | 8,75                | 220.012                 | 25.144             |
| Uttara         | 36,91               | 108.077                 | 2.928              |
| Dhaka          | 815.85              | 5.057.371               | 6.918              |

## Economia

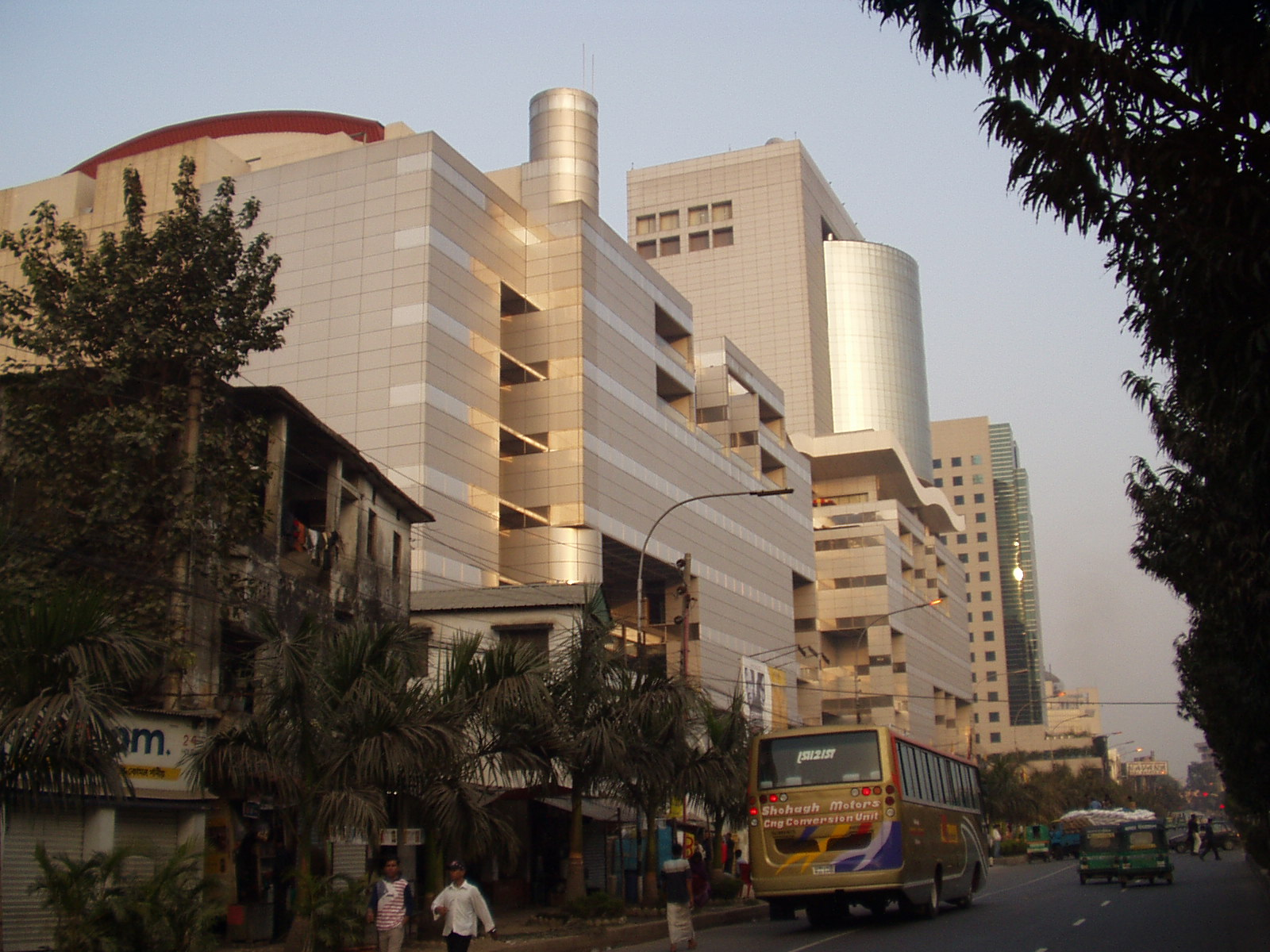
Bashundhara City, un dels centres comercials més grans del món.

Dhaka és el centre comercial de Bangladesh. La ciutat té una quantitat mitjana de població de classe mitjana, que condueix el mercat a un consum modern i de productes de luxe. La ciutat, històricament, ha atret un gran nombre de d'immigrants treballadors.
Hawkers, venedors ambulants, petits comerços, rickshaw de transport, venedors de carrer i botiguetes ocupen un gran segment de la població - només els conductors de rickshaw ja sobrepassen els 400.000.
Actualment hom hi ha establert indústria tèxtil a gran escala (jute i cotó), i també indústria química i alimentària. És el centre comercial més important de l'interior, sobretot pel jute (és al bell mig d'una regió especialitzada en aquest conreu). Un nou sector industrial ha estat establert al port fluvial de Naranyanganj, a través del qual es comunica amb Goalundo, principal centre de comunicacions de l'estat, i amb Chittagong, el principal port marítim.

## Geografia humana i societat

### Demografia
La població de la ciutat de Dhaka (àrees sota la jurisdicció de la Corporació de la ciutat de Dhaka) és d'aproximadament 7,0 milions de persones. La ciutat, en combinació amb les localitats que formen l'àrea metropolitana més àmplia, és la llar d'un nombre estimat de 12,8 milions, l'any 2008. La població està creixent a un ritme proper al 4,2% per any, una de les taxes més altes entre les ciutats d'Àsia. El continu creixement reflecteix la contínua migració de les zones rurals cap a les zones urbanes de la regió de Dhaka, fet que va representar el 60% del creixement de la ciutat en els anys 1960 i 1970. Més recentment, la població de la ciutat també ha crescut amb l'expansió dels límits de la ciutat, un procés que afegeix més d'un milió de persones a la ciutat en la dècada de 1980. Segons el Far Eastern Economic Review, Dhaka es convertirà en la llar de 25 milions de persones l'any 2025.
La taxa d'alfabetització s'estima en un 62,3%. La població de la ciutat es compon d'habitants de gairebé totes les regions de Bangladesh. Els habitants establerts fa més temps a l'antiga ciutat que es coneixen com a dhakaia i tenen un dialecte distintiu i una cultura pròpia. Entre 15.000 i 20.000 dels pobles tribals rohingya, santals, khasi, garo, chakma i mandi resideixen a la ciutat.

### Llengües
Gairebé tots els residents de Dhaka parlen bengalí, l'idioma nacional. Molts dialectes distintius de Bangladesh i llengües regionals com el chittagonian o el sylheti també són parlades per segments de la població. L'anglès és parlat per un gran segment de la població, especialment per a fins comercials.

### Religió
L'Islam és la religió dominant de la població de Dhaka, la majoria pertanyents a la secta sunnita. També hi ha un petit, però creixent grup de musulmans xiïtes, i una comunitat Ahmadiyya. L'hinduisme és la segona religió més gran i hi podem trobar comunitats més petites de pràctica budista i cristiana. En els últims anys han augmentat els nivells de violència religiosa.

### Educació

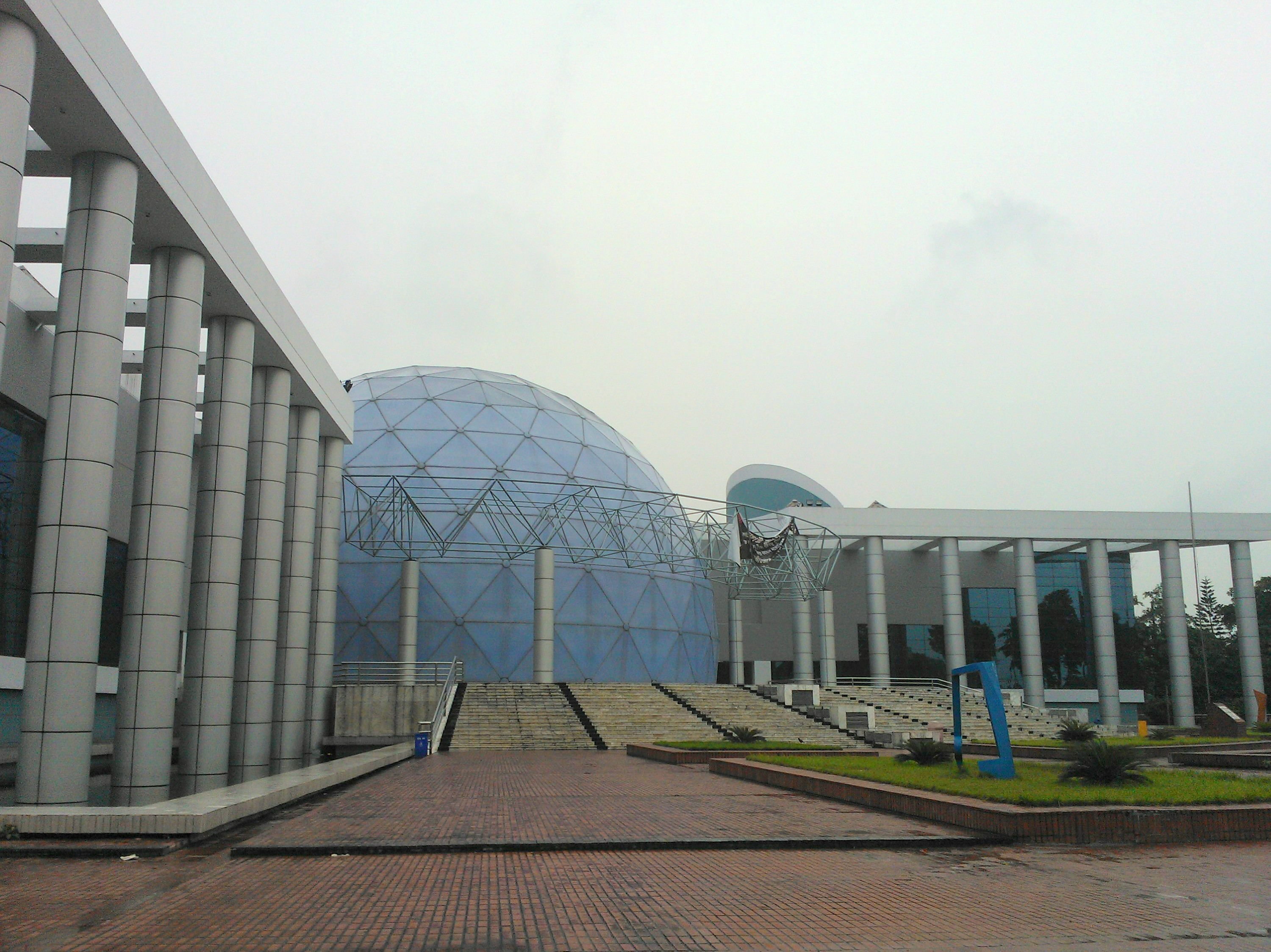
Bangabandhu Sheikh Mujibur Rahman Novotheatre (Planetari)

Dhaka té el major nombre d'escoles, instituts i universitats de qualsevol ciutat de Bangladesh. El sistema educatiu està dividit en 4 nivells: primària (dels graus 1 a 5), secundària (dels graus 6 a 10), secundària superior (dels graus 11 a 12) i terciari. Els cinc anys d'educació secundària inferior concloueb amb un examen de certificació d'ensenyament secundari (CDC). Els estudiants que aproven aquest examen poden continuar amb dos anys de formació secundària superior o intermèdia, que culminen en un examen de certificació de secundària superior (HSC). L'educació s'ofereix principalment en bengalí, però l'anglès també és comú en l'ensenyament. Un gran nombre de famílies musulmanes envien els seus fills a assistir a cursos de temps parcial o fins i tot a temps complet d'educació religiosa, que s'imparteix en bengalí i àrab a les madrasses.
Hi ha 52 universitats a Dhaka. El Dhaka College és la més antiga institució d'educació superior a la ciutat i un dels primers establerts a l'Índia Britànica, fundada el 1840. Des de la independència, Dhaka ha assistit a la creació d'un gran nombre d'universitats públiques i privades i d'universitats que ofereixen títols universitaris de postgrau, així com una varietat de programes de doctorat. La Universitat de Dhaka és la més gran de les universitats públiques del país amb més de 30.000 estudiants i 1.300 treballadors. La universitat té 18 centres de recerca i 70 departament, facultats i instituts. Altres importants lloc de l'educació superior inclouen la Universitat Jahangirnagar i la Universitat de Bangladesh d'Enginyeria i Tecnologia (BUET). El Dhaka Medical College i la Sir Salimullah Medical College es troben entre les escoles de medicina més grans i respectades de la nació. Els campus de la universitat de Dhaka sovint són els focus de conflictes polítics Les protestes i vagues i la violència entre la policia, els estudiants i els grups polítics amb freqüència interrompen els campus de la universitat pública.

## Cultura i lleure

### Esports

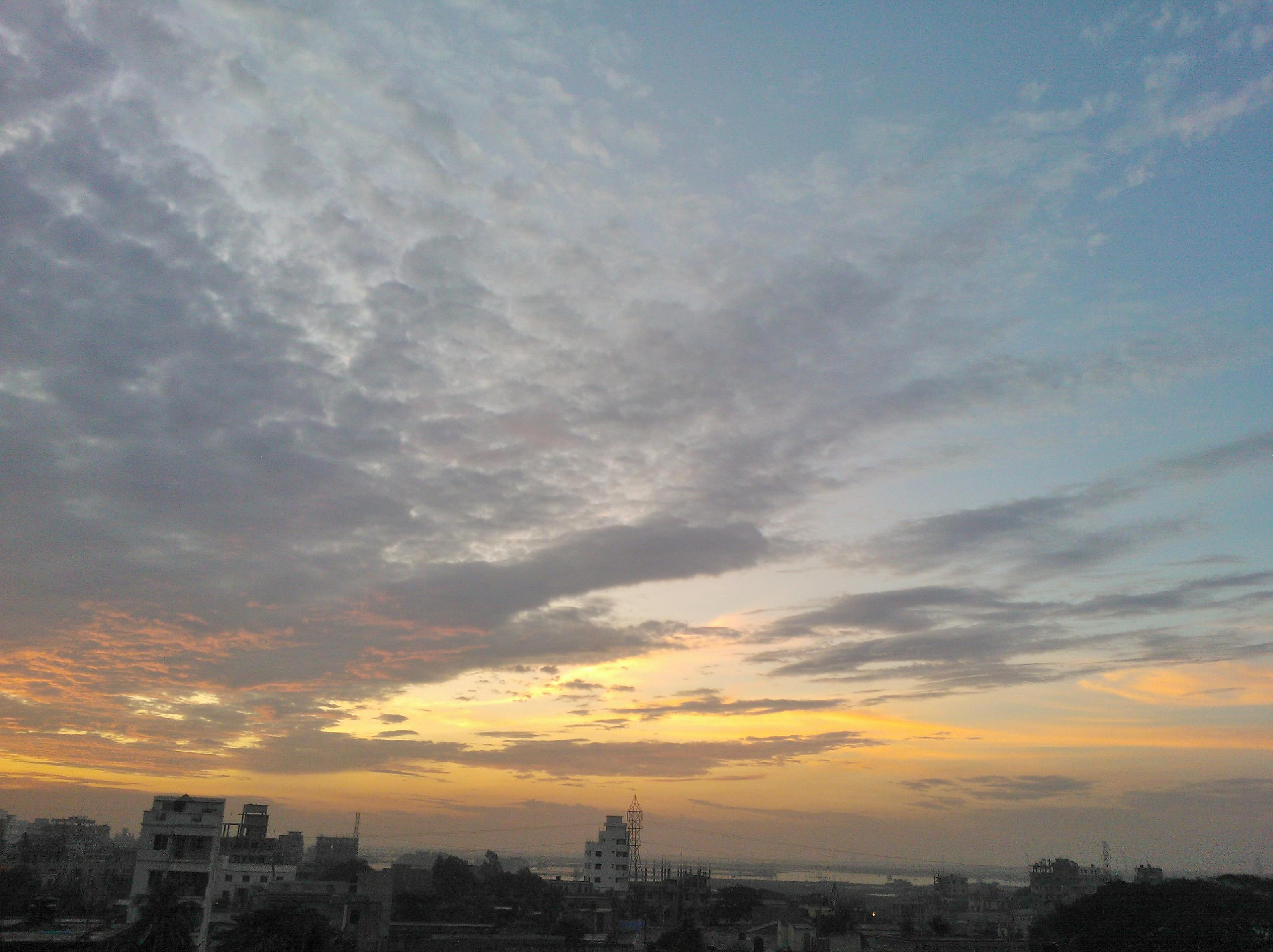
Sunrise in Dhaka

El criquet i el futbol són els dos esports més populars a Dhaka i a tot el país. Els equips es reforcen per als intercanvis dins la ciutat i per a les competicions nacionals per un gran nombre d'escoles, universitats i entitats privades. El Mohammedan Sporting Club i l'Abahani són dos dels equips més famosos de futbol i de criquet, i mantenen una ferotge rivalitat.
Dhaka té la distinció d'haver acollit el primer partit oficial de criquet de l'equip de criquet del Pakistan el 1954 contra l'Índia. L'Estadi Nacional de Bangabandhu, va ser anteriorment la seu principal dels partits nacionals i internacionals de criquet, però ara acull exclusivament els partits de futbol. És una seu potencial per a la cerimònia d'obertura de la Copa del Món de Criquet 2011, així com per l'acollida dels 6 partits que es jugaran a Bangladesh. El Consell de control d'esports de Bangladesh, responsable de la promoció d'activitats esportives a tota la nació, té la base a la ciutat. Dhaka també té estadis molt usats per als esdeveniments nacionals, com l'Estadi Sher-e-Mirpur Bangla (a Mirpur), l'Estadi Dhanmondi Cricket i l'Outer Stadium Ground. Les pistes de la Universitat de Dhaka acullen molts dels tornejos interuniversitaris.

## Història

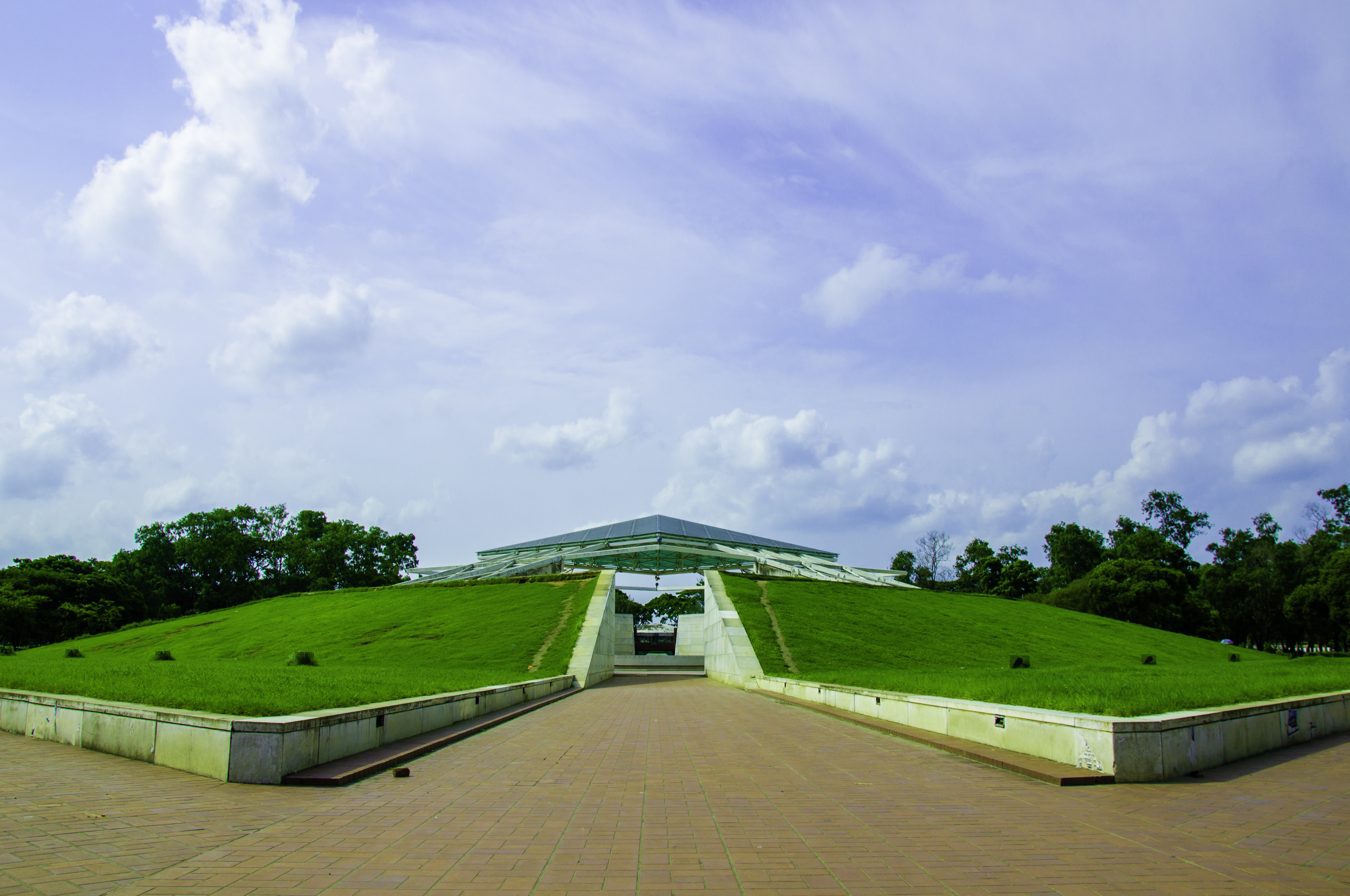
Mausoleum of Ziaur Rahman, Chandrima Uddan

Dhaka, i en concret la upazila de Savar, fou el centre del regne de Sanbagh als segles vii i viii. Després va estar governat pels reis de Kamrup que van arribar fins al riu Dhaleswari com a límit sud i el Karatoya com a límit occidental, i posteriorment la Dinastia Pala, fins que va passar a la dinastia Sena al segle ix. Després va passar als afganesos que la governaven avançat el segle xiii, i al segle xvii (1608) va passar als mogols. Fou la capital dels virreis, el primer dels quals Islam Khan la va batejar Jahangir Nagar (ciutat de Jahangir) nom que no va arrelar després de la mort de l'emperador. Amb Shaista Khan va arribar prop del milió d'habitants.
El 1765 fou transferia a la Companyia Britànica de les Índies Orientals amb la resta de Bengala (regió). L'emergència de Calcuta va fer entrar la seva població en retrocés, però diverses millores (aigua corrent el 1874, electricitat el 1878, aquarterament i altres) li van retornar l'anterior importància. El 1905 fou capital de la província de Bengala Oriental i Assam però va perdre el rang el 1912 quan Bengala fou reunificada.
El 1947, amb la partició, va esdevenir capital de Bengala Oriental com a província del Pakistan i el 1960 capital de la província de Pakistan Oriental (una de les dues del país). Després de les protestes populars per l'establiment de l'urdú com a única llengua oficial (decisió revocada finalment) i el pas del cicló Bhola que va devastar el país (1970), el descontentament a Bengala oriental era molt gran. La repressió pakistanesa va provocar la Guerra d'Alliberament de Bangladesh i l'allau de refugiats va decidir a l'Índia (1971) que va declarar la guerra al Pakistan. Als pocs dies de la guerra totes les divisions desplegades a tot l'est del Pakistan van ser totalment derrotades, i només va quedar la resistència del tinent general Niazi a Dhaka, que es va rendir el 16 de desembre de 1971. i va establir la independència de Bangladesh de la que Dhaka fou declarada capital. La ciutat ha crescut molt des de llavors.